# Левобупивакаин
Левобупивакаин — местный анестетик из группы амидов, применяемый для анестезии при незначительных и обширных хирургических вмешательствах, а также для обезболивания. Он представляет собой S-энантиомер рацемического бупивакаина и обладает схожими фармакологическими свойствами. Механизм действия основан на блокировании проведения нервных импульсов за счёт ингибирования входа ионов натрия в нервные клетки. Препарат начинает действовать в среднем через 15 минут после введения, а продолжительность эффекта может достигать 16 часов, в зависимости от места введения и дозы.
Левобупивакаин был разработан в конце 1970-х годов как более безопасная и эффективная альтернатива бупивакаину, который был связан с повышенным риском кардиотоксичности. В сравнении с бупивакаином, левобупивакаин вызывает меньшую вазодилатацию и обладает более продолжительным действием. Он примерно на 13% менее мощный (по молярной концентрации), чем рацемический бупивакаин, и характеризуется более медленным началом моторного блока. Наряду с левобупивакаином, альтернативой с меньшей кардиотоксичностью также является ропивакаин.
Гидрохлорид левобупивакаина выпускается под торговой маркой Хирокаин компанией AbbVie. В странах Европы препарат доступен по рецепту в концентрациях от 0,625 мг/мл до 7,5 мг/мл.